# Антошиха
Антоши́ха (рос. Антошиха) — село у складі Локтівського району Алтайського краю, Росія. Входить до складу Масальської сільської ради.

## Населення
Населення — 119 осіб (2010; 161 у 2002).
Національний склад (станом на 2002 рік):
- росіяни — 91 %